# Богородицкое сельское поселение (Милославский район)
Богородицкое се́льское поселе́ние — муниципальное образование в Милославском районе Рязанской области Российской Федерации.
Административный центр — село Богородицкое.

## История
Статус и границы сельского поселения установлены Законом Рязанской области от 7 октября 2004 года № 85-ОЗ «О наделении муниципального образования - Милославский район статусом муниципального района, об установлении его границ и границ муниципальных образований, входящих в его состав»

## Население
| 2010 | 2012 | 2013 | 2014 | 2015 | 2016 | 2017 |
| ---- | ---- | ---- | ---- | ---- | ---- | ---- |
| 714  | ↘687 | ↘653 | ↘643 | ↘637 | ↘619 | ↘605 |
| 2018 | 2019 | 2020 | 2021 |      |      |      |
| ↘600 | ↘574 | ↘565 | ↗620 |      |      |      |

## Состав сельского поселения
| №  | Населённый пункт | Тип населённого пункта          | Население |
| -- | ---------------- | ------------------------------- | --------- |
| 1  | Богородицкое     | село, административный центр    | ↘252      |
| 2  | Воскресенское-1  | деревня                         | ↘74       |
| 3  | Измайлово        | село                            | ↘0        |
| 4  | Кикино           | деревня                         | ↘14       |
| 5  | Корневской       | посёлок                         | 1         |
| 6  | Михайловка       | деревня                         | ↘0        |
| 7  | Озерки           | село                            | ↘119      |
| 8  | Сергиевский      | посёлок                         | 7         |
| 9  | Сергиевское      | село                            | ↘11       |
| 10 | Спасское         | посёлок железнодорожной станции | 0         |
| 11 | Спасское         | село                            | ↘236      |